# الدعارة في روسيا
الدعارة في روسيا غير قانونية. ويُعاقب على الانخراط في الدعارة بدفع غرامة تتراوح من 1500 حتى 2000 روبل. في حين يعاقب على تنظيم الدعارة بالسجن. ما زالت الدعارة من المشاكل الكبيرة التي تعاني منها روسيا.

## لمحة تاريخية

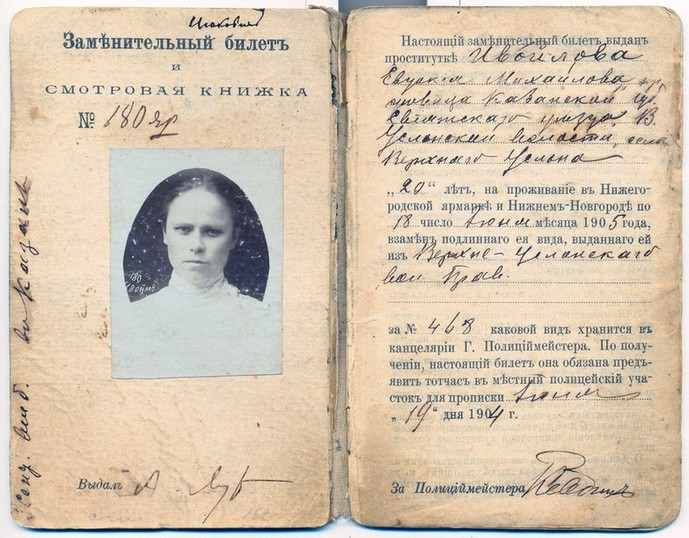
كان يجري إصدار بطاقات تعرفة صفراء مخصصة للعاملات في مجال الدعارة.

شاعت الدعارة في روسيا بعد الإصلاحات العسكرية لبطرس الأكبر، والتي أدت إلى ظهور طبقة واسعة من الرجال غير المتزوجين ممن خدموا في القوات المسلحة. وخلق هؤلاء الجنود طلباً واسعاً على الدعارة. واختلفت المقاربات التي اتبعها الحكام من بعد بطرس الأكبر إزاء مسألة الدعارة بالبلاد؛ فتراوحت من إلغائها التام وصولاً إلى إزالة صفة التجريم عنها.
أصبحت الدعارة قانونية في الإمبراطورية الروسية بحلول أواخر القرن التاسع عشر وجرى إصدار بطاقات تعرفة صفراء خاصة بممتهنات الدعارة. وانتشرت عدد من دور الدعارة في أغلب المدن، وتنوعت بصورة كبيرة تبعاً للسعر والطبقة الاجتماعية. وتنوع الزبائن المترددون على هذه الدور فتراوحوا من الموسرين الأرستقراطيين إلى أبناء الطبقة العاملة. ولم يسمح القانون سوى للنساء بتملك دور الدعارة. ومع ذلك بقي القوّادون الذكور يهيمنون على مجال دعارة الشوارع الغير قانوني.
غدت مدينة فلاديفوستوك مركزاً للمهاجرين اليابانيين في روسيا بعد انفتاح اليابان. وافتتحت الوكالة التجارية الإِمبراطورية اليابانية فرعاً لها في المدينة عام 1876. وتزايد عدد المهاجرين ليبلغ الثمانين شخصاً عام 1877، ووصل إلى 392 عام 1890. وفاق عدد النساء الرجال بنسبة 3:2 وعمل العديد منهم في مجال الدعارة. ولكن بقيت هذه الجالية صغيرة بالمقارنة مع الجاليتين الصينية والكورية، فقد ذكر إحصاء أجرته الحكومة الروسية عام 1897 وجود 42,823 صيني و 26,100 كوري وفقط 2,291 ياباني في منطقة بريمورسكي كراي. قدمت نسبة كبيرة من المهاجرين اليابانيين من قرى شمالي جزيرة كيوشو.
شكل العاملون في مجال الدعارة والتجارة غالبية أعضاء الأقلية اليابانية بعد ستينيات القرن التاسع عشر في المنطقة الواقعة في أقصى شرق روسيا إلى الشرق من بحيرة بايكال. وأثنت ومجدت الجماعات القومية اليابانية على غرار جمعية المحيط المظلم وجمعية التنين الأسود ما أطلقت عليه لقب «جيش الأمازون» من العاهرات اليابانيات في الشرق الأقصى الروسي ومنشوريا وأدرجتهن كأعضاء. وقامت كثير من العاهرات اليابانيات بأداء مهام محددة وجمع معلومات استخبارية حول مدينتي فلاديفوستوك وإيركوتسك.
أفادت مصادر بوجود ما بين 25000 حتى 30000 عاهرة في موسكو قبل عام 1917. أقيمت مراكز علاج طبية لعلاج إدمان الكحول ومجامعة العاهرات عام 1925، وبلغ عددها خمسة مراكز في موسكو في نفس العام. وقدرت المراكز وجود 3000 عاهرة في موسكو عام 1928. وأقيمت ورشات أعمال حرفية تعاونية لتوفير فرص عمل بديلة لهن. ووفقاً لما ذكره بحث سري أجري خلال فترة أواخر العشرينيات، فإن نسبة 60% تقريباً من الرجال السوفييت الحضريين كانوا يلجأون لممارسة الجنس مع العاهرات. وظهر صنف منفصل من العاهرات عملن في الفنادق وقدمن خدماتهن للسياح الأجانب، ولم تقبل هؤلاء العاملات أن يدفع لهن سوى بالعملات الأجنبية. غالباً ما حصلت النساء اللواتي عملن في المحطات والفنادق العادية على حماية رجال الشرطة، أما بالنسبة لعاهرات الفنادق الفاخرة فقد حصلن على حماية الاستخبارات السوفيتية.
لقد كانت الدعارة غير قانونية في روسيا منذ تأسيس الاتحاد السوفيتي. ولكن شهدت الدعارة نمواً ملحوظاً في البلاد خلال السنوات التي تبعت انهيار الاتحاد السوفيتي.

## توتشكا
كلمة «توتشكا» (بالروسية: то́чка) هي تسميل شعبي يُستعمل للإشارة إلى أسواق الدعارة المقامة في موسكو وغيرها من المدن الروسية الكبرى، تعني الكلمة حرفياً بالروسية «نقطة» أو «موقع» (كما يمكن لكلمة «توتشكا» أن تستعمل في سياقات لغوية أخرى). يعود أصل استخدامها من مفهوم «نقطة على الخريطة». استخدم اللفظ ببادئ الأمر في اللهجة العامية للجيش أو الجيولوجيين لتشير إلى موقع قاعدة عسكرية أو مكان جيولوجي ما أو غيرها من الموقع. واتسع نطاق استعمالها بمرور الوقت ليشمل على سبيل المثال أماكن بيع الفودكا.

## أفعال حكومة مدينة موسكو
سعت حكومة مدينة موسكو للقضاء على الدعارة في روسيا ابتداءاً من أواخر تسعينيات القرن العشرين عبر اتخاذ عدة إجراءات كان منها تحديد مُدد سجن طويلة بهدف القضاء ومكافحة الأسواق المروِّجة لها، واستهداف مناطق أخرى غير الأسواق المعروفة بمنطقة تفيرسكايا بالعاصمة. يتحكم وينظم أسواق الدعارة (التوتشكا) عصابات إجرامية تقوم برشوة أقسام الشرطة المحلية من أجل التغطية عليها. وعوضاً عن ذلك عملت شرطة المدينة على التحقق من وثائق النساء المسافرات بوحدهن ليلاً بصورة عشوائية. ولأجل هذا السبب غالباً ما تقوم العاهرات بحمل مبلغ مئة روبل لرشوة رجال الشرطة في حالِ قاموا بإيقافهن.

## دعارة الأطفال والدعارة القسرية والاتجار بالنساء
تعد روسيا مصدراً رئيسياً للاتّجار بالنساء بغرض الاستغلال الجنسي على مستوى العالم كما تمثل روسيا وجهة وبلد عبور هام للأشخاص الذين يجري تهريبهم للاستغلال الجنسي أو الاستغلال العمالي من البلدان المجاورة إلى روسيا وإلى بلدان أوروبا وآسيا وأمريكا الشمالية. فمثلاً شهدت أعداد دور الدعارة في تل أبيب ارتفاعاً متسارعاً من 30 ليصبح 150 خلال الفترة ما بين عام 1996 وعام 2001، ويعود السبب وراء ذلك إلى حد كبير نتيجة تدفق العاهرات القادمات من روسيا إلى إسرائيل.
تقدر منظمة العمال العالمية نسبة ضحايا العمالة القسرية من مجموع المهاجرين غير الشرعيين البالغ عددهم خمسة ملايين في روسيا بنسبة 20%، وتعد العمالة القسرية شكلاً من أشكال الاتّجار. وذكرت تقارير وجود اتّجار بالأطفال وانتشار سياحة الاستغلال الجنسي للأطفال في روسيا. وقد بذلت الحكومة الروسية بعض الجهود لمكافحة تهريب البشر، ولكنها تعرضت للانتقاد لعدم التزامها بالمعايير الدنيا الهادفة للقضاء على هذا النوع من الجرائم.
كشفت السلطات خلال عام 2007 عن قضية كبيرة للدعارة القسرية والقتل الجماعي بالقرب من بلدة نيجني تاجيل الصناعية. حيث اختطفت عصابة قواد عدد من الفتيات وأجبروهن على العمل في الدعارة بدور الدعارة الخاصة بهم، وقتلوا أي فتاة رفضت العمل. واُكتشف قبر جماعي من جثث الفتيات وصل عدد الضحايا الذي احتواه إلى ثلاثين فتاة.
اُعتقلت ثلاثة عاهرات صينيات في موسكو خلال شهر يناير من عام 2009. كان أحد دور الدعارة في موسكو يقدم خدماته فقط للمواطنين الصينيين، وتألف من عاهرات صينيات وفيتناميات، واكتشف الزبائن عام 2011 نشر الدار لدعاية هدفت لاجتذاب زبائن صينيين عبر رسائل مشفرة مضمنة في صحيفة باللغة الصينية، ولكن الشرطة استطاعت كشفهم.
قام مهربو بشر بإجبار مجموعة من النساء الفيتناميات على العمل بدور دعارة في موسكو، وسعى أشخاص فيتناميون آخرون لاستقطابهن. استطاع المهربون في إحدى الحوادث الاستيلاء على أوراق سفر عدة نساء فيتناميات وخدعوهن عبر إخبارهن أن معمل أنسجة سيقوم بتوظيفهن. ومن المحتمل أن مدير دار الدعارة الفيتنامي كان على علاقةٍ طيبة مع أحد موظفي السفارة الفيتنامية بروسيا؛ حيث تمكن مدراء دار من القبض على إحدى الهاربات من دار الدعارة التي عملت فيه، وذلك بعدما اتصلت بالسفارة الفيتنامية. لم تستطع الشرطة الروسية إيقاف الدعارة لأن أحد مدراء دار الدعارة الفيتنامي كان تربطهُ علاقة قرابة عائلية مع موظف يعمل في السفارة الفيتنامية. يصل عدد النساء الفيتناميات المجبرات على العمل في الدعارة بصورة قسرية للآلاف. وتعد دور الدعارة في روسيا إحدى الوجهات التي تصل إليها الفتيات الفيتناميات اللاتي أجبرهن مهربي البشر على العمل بالدعارة عبر الصين.
سعت امرأة فيتنامية أمريكية تدعى هوي دانه لمساعدة شقيقتها الصغرى هاينه ثي بي-هونغ في الخروج من أحد دور دعارة موسكو. وتكلل الجهد الذي بذلته هوي دانه بالنجاح حينما تم إطلاق سراح أختها مع غيرها من النساء الفيتناميات المحتجزات معها والبالغ عددهن 15 امرأة. وكانت إحداهن مراهقة لا تبلغ من العمر سوى 16 ربيعاً.
أدارت دار الدعارة امرأة فيتنامية تدعى ثاي آن وكانت على قرابة عائلية مع موظف بسفارة بلادها يدعى نغاين دونغ تري. وقد تعرضت الفتيات المجبرات على الدعارة للضرب على يد مديرتهن ثاي آن.
عادت ثلاثة نساء فيتناميات لمدينة هو تشي منه بعدما خدعتهن نساء آخريات واقنعتهن للذهاب إلى روسيا للعمل بالدعارة. وقامت امرأة فيتنامية أخرى تدعى لي ثي ثام بالاتجار بالنساء الفيتناميات في مجال الدعارة بروسيا.